# حسن سعدیان
حسن سعدیان (زاده ۱۳۰۴–۲۹ خرداد ۱۳۹۲) کشتی‌گیر و مربی کشتی اهل ایران بوده‌است.
وی در بازی‌های المپیک تابستانی ۱۹۴۸ در وزن Featherweight شرکت کرده، وی در اولین مسابقه خود در برابر غضنفر بیلگه از ترکیه ضربه فنی شد، در دیدار دوم خود هال مور کشتی‌گیر آمریکایی را شکست داد اما در سومین دیدار خود از فرنس توت مجارستانی شکست خورد و در رده دوازدهم قرار گرفت.
سعدیان از بنیان‌گذاران و مربی کشتی در این نیز بوده، باشگاه‌های ببر و سعدیان در میدان منیریه و همچنین باشگاه داریوش در منطقه جوادیه تهران، متعلق به وی بود است.